# Бисентенария
Бисентенария (лат. Bicentenaria) — род плотоядных динозавров, принадлежащих к группе целурозавров и живших в конце мелового периода (около 95 миллионов лет назад) на территории современной Аргентины. Типовым и единственным видом является Bicentenaria argentina.
В 1998 году Рауль Спедале (Raúl Spedale), контролёр качества на предприятии занимающимся производством бетона, в компании друзей на небольшом островке водохранилища Эсекьель-Рамос-Мехия в провинции Рио-Негро из-за маловодья обнаружили торчащие кости и когти. Откопав часть костей Спедале отнёс их домой. В 1999 и 2000 годах молотком и долотом он извлёк дополнительные кости на глубине до полуметра, которые впоследствии выставил у себя дома. Последующее повышение уровня воды сделало дальнейшие раскопки невозможными. Палеонтолог Рауль Ортис, после знакомства со Спедале, пришел к выводу, что кости могут принадлежать неизвестному ранее виду динозавров, и занялся изучением находки вместе командой учёных из Аргентинского музея естественных наук.
Род и единственный вид описаны в 2012 году аргентинским коллективом палеонтологов: Фернандо Новасом, Мартином Эскуррой, Федерико Агнолином, Диего Полом и Раулем Ортисом. Название вида было приурочено к двухсотлетию Аргентины. Окаменелости были найдены в слоях формации Канделерос, датируемых сеноманом. Голотип, MPCA 865, состоит из задней части черепа ,а также задних частей нижних челюстей. Паратип, MPCA 866, представляет собой набор отдельных костей по крайней мере четырёх особей, включая части посткраниального скелета (часть скелета за исключением черепа). В общей сложности известно более сотни костей, принадлежащих особям разного размера.
Представляла собой небольшого двуногого (по способу передвижения) динозавра, длина тела которого составляла 2,5—3 метра, а масса около 40 килограммов.
Исходя из обнаружения несколько экземпляров (в том числе молодых) в одном местонахождении, авторы описания сделали вывод, что бисентенарии могли образовывать группы, черта, также зарегистрированная среди других клад теропод. Они интерпретировали место находки не как высохший речной бассейн, в котором случайно сконцентрировались остатки одиночных особей, а как отложение в результате наводнения, унёсшее жизни охотничьей или же семейной группы.

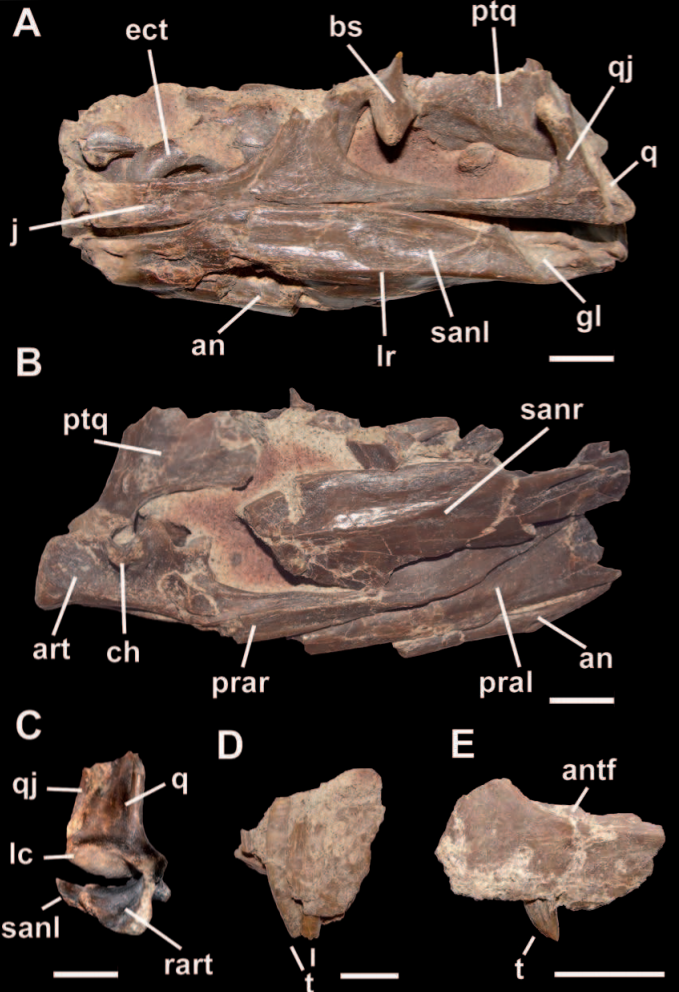
Фрагменты черепа голотипа
В сравнении с человеком